# Danièle Dupré
Pour les articles homonymes, voir Dupré.
Danièle Dupré, née le 16 novembre 1938 au Havre et morte le 24 novembre 2013 dans la même ville,, est une chanteuse française des années 1950. Elle est surtout connue pour avoir représenté le Luxembourg au Concours Eurovision de la Chanson 1957 à Francfort-sur-le-Main, en Allemagne. Elle chantait Amours mortes (tant de peine) et se classa 4e avec 8 points.
Après avoir été quelque temps au Brésil durant son enfance, elle revint en France et joua dans le film Une Parisienne de Michel Boisrond (1957).